# Vittorio Zennaro
Vittorio Zennaro (fl. XX secolo) è stato un calciatore italiano, di ruolo centrocampista.

## Carriera
Dopo aver disputato 3 gare con il Venezia nel campionato di Divisione Nazionale 1928-1929, gioca per altri tre anni in Serie B con i lagunari, che nel frattempo mutano denominazione in S.S. Serenissima; totalizza complessivamente tra i cadetti 61 presenze con un gol.